# Flacey-en-Bresse
Flacey-en-Bresse ist eine französische Gemeinde im Département Saône-et-Loire in der Region Bourgogne-Franche-Comté. Sie gehört zum Arrondissement Louhans und zum Kanton Cuiseaux. Der Ort hat 412 Einwohner (Stand 1. Januar 2022). Die Einwohner werden Flacéens, resp. Flacéennes genannt.

## Geografie

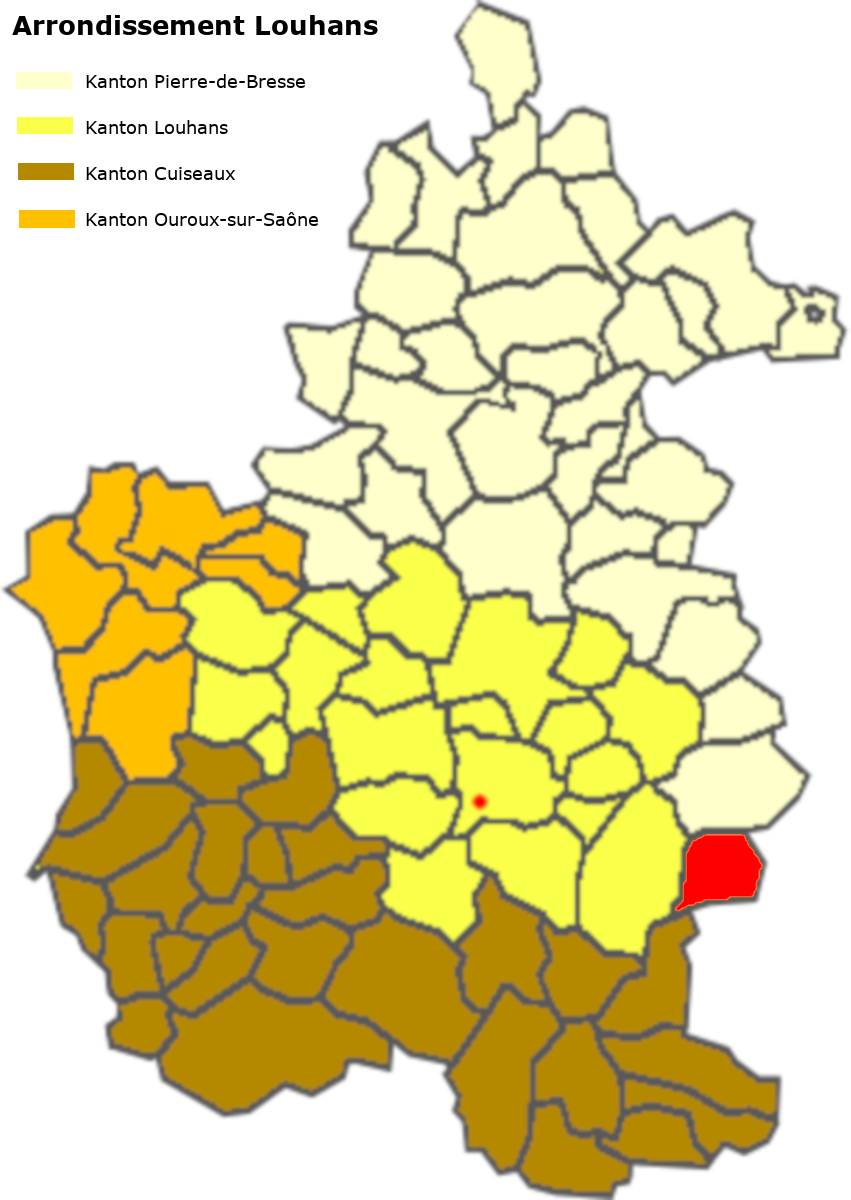
Lage der Gemeinde im Arrondissement Louhans

Flacey-en-Bresse liegt an der Departementsstraße D21 (Louhans–Beaufort) und stößt mit der östlichen Gemeindegrenze an das Département Jura. Die Autobahn A39 zieht sich in nord-südlicher Richtung durch das westliche Gemeindegebiet. Die nördliche Gemeindegrenze bildet die Vallière, in die La Noue und die Sonnette münden. Die südliche Grenze bildet zum großen Teil der Lauf des Rivière Bacot, der hier Vernois de la Loge genannt wird und in die Vallière mündet. Er nimmt die Zuflüsse aus dem Jura auf, nämlich den Ruisseau de la Grande Fontaine und den Ruisseau du Cirey. Zur Gemeinde gehören folgende Weiler und Fluren: le Battoir, le Bouchot, la Broye, la Broye-du-Perron oder le Danon, Chantemerle, le Charne, le Châtel, les Chênelets, la Folatière, la Folie, la Forêt, la Fracommière, Grandes-Plates, la Jieppa, la Loge, la Motte, Moulin-d’Alarme, Nécudois, la Noue (Gewässer), la Pille (Gewässer), Platafin, Ruffey, Sonnette (Gewässer), le Verger, le Vernois-de-la-Loge (Gewässer), le Villard.

### Klima
Das Klima in Flacey-en-Bresse ist warm und gemäßigt. Es gibt das ganze Jahr über deutliche Niederschläge, selbst der trockenste Monat weist noch hohe Niederschlagsmengen auf. Die Klassifikation des Klimas nach Köppen und Geiger ist Cfb ((Gemäßigtes) Ozeanklima). Die Temperatur liegt im Jahresdurchschnitt bei 11,5 °C. Der wärmste Monat ist der Juli mit einer Durchschnittstemperatur von 20,5 °C, der kälteste der Januar mit 2,9 °C. Über ein Jahr verteilt summieren sich die Niederschläge auf 1455 mm, dabei ist der November mit 152 mm der niederschlagsreichste, während Juli als trockenster Monat 95 mm aufweist. Über das ganze Jahr werden etwa 2726 Sonnenstunden gezählt.
|                        | Jan | Feb | Mär  | Apr  | Mai  | Jun  | Jul  | Aug  | Sep  | Okt  | Nov  | Dez |   |      |
| Mittl. Temperatur (°C) | 2,9 | 3,4 | 7,0  | 10,6 | 14,4 | 18,5 | 20,5 | 20,1 | 16,4 | 12,5 | 7,0  | 3,7 | ⌀ | 11,5 |
| Mittl. Tagesmax. (°C)  | 5,9 | 7,1 | 11,4 | 15,1 | 18,7 | 23,1 | 25,1 | 24,7 | 20,8 | 16,5 | 10,1 | 6,6 | ⌀ | 15,5 |
| Mittl. Tagesmin. (°C)  | 0,3 | 0,1 | 2,8  | 5,9  | 9,8  | 13,7 | 15,6 | 15,4 | 12,2 | 8,9  | 4,1  | 1,2 | ⌀ | 7,5  |
|                        |     |     |      |      |      |      |      |      |      |      |      |     |   |      |
| Niederschlag (mm)      | 137 | 119 | 115  | 118  | 131  | 108  | 95   | 95   | 108  | 126  | 152  | 151 | Σ | 1455 |

| 0,3 |

| 0,1 |

| 2,8 |

| 5,9 |

| 9,8 |

| 13,7 |

| 15,6 |

| 15,4 |

| 12,2 |

| 8,9 |

| 4,1 |

| 1,2 |

| 0,3 |

| 0,1 |

| 2,8 |

| 5,9 |

| 9,8 |

| 13,7 |

| 15,6 |

| 15,4 |

| 12,2 |

| 8,9 |

| 4,1 |

| 1,2 |

## Toponymie
Der Ort taucht erstmals um 944 als Flagiacum auf, dabei handelte es sich vermutlich um den Besitz eines Flaccius. In dieser Gegend siedelte ein Stamm der Kelten, die Scutingi, die erste Besiedlung dürfte also recht weit zurück liegen.

## Geschichte
951 schenkt der Erzbischof von Besançon dem Kloster Cluny ein Gebiet in Flacey, darunter auch die Kirche. Diese war dem Heiligen Martin geweiht, und dank der Nähe des Jura aus Kalksteinen erbaut. Trotzdem wurde sie im 19. Jahrhundert baufällig und musste gründlich erneuert werden.
Im 14. Jahrhundert gehörte die Herrschaft Henri de Belvoir, einem Vasallen der Herren von Sainte-Croix, die wiederum Vasallen der Herzöge von Burgund waren. Eine Familie benannte sich nach dem Ort, 1410 war ein Jean de Flacey Kastellan von Saint-Laurent. Im 15. Jahrhundert gehörte Flacey der einflussreichen Familie der Salins. Durch Heirat gelangte die Herrschaft an die Luyrieux und später an die Coligny. Der letzte aus dem Geschlecht der Coligny verkaufte die Herrschaft 1662 zusammen mit der Herrschaft Beaufort an Étienne Berton. Seine Tochter brachte die Herrschaft in die Ehe mit Antoine de Laurencin.
Das Schloss von Flacey stand auf einer Motte, umgeben von Wassergräben und Häusern, die noch heute Le Châtel genannt werden. Die Motte, die ungefähr 60 Meter Durchmesser hatte, ist heute Kulturland. Im Weiler Le Villard soll zudem ein Römerkastell bestanden haben.

### Die Herren von Flacey-en-Bresse
Flacey war ein Lehen der Herren von Sainte-Croix-en-Bresse, die ihrerseits Vasallen der Herzöge von Burgund waren.
Im 14. Jahrhundert ging die Herrschaft als Afterlehen an Jean de Salins-la-Tour, Ritter, der Mahaut de Belvoir und in zweiter Ehe Marguerite de Coligny heiratete. Ihr älterer Sohn, Henry de Salin-la-Tour hat jedoch nur eine Tochter, Antoinette, weshalb die Herrschaft an den jüngeren Bruder, Étienne de Salins-la-Tour übergeht.
Étienne de Salins-la-Tour, Ritter, Herr von Flacey, Poupet, Beaufort, Presilly, Yvrey, Boy, Combelle, Sezenay, Saubertier, Chamblanc, la Pivodière, Dissey und la Tour de Seurre, heiratet Louise de Rye, Herrin von Ougney (Tochter von Mathey de Rye und Béatrix de Vienne).
Ihre zweite Tochter, Renaudine, wird Herrin von Flacey und Beaufort und bringt das Lehen am 7. August 1419 in die Ehe mit Lancelot de Luyrieux. Eine Nachfahrin, Denise de Luyrieux bringt 1532 das Lehen in die Ehe mit Gaspard de Coligny.
Die Witwe des letzten der Familie, Joachim de Coligny († 1664), verkauft das Lehen an Étienne Berton aus Lyon zusammen mit der Herrschaft Beaufort. Bertons Tochter wiederum bringt die Lehen in die Ehe mit Antoine de Laurencin. Philippe de Laurencin wird 1742 Baron, er ist der letzte Herr von Flacey.
Mit der Französischen Revolution 1789 wurden die Vorrechte des Adels abgeschafft, sie behielten lediglich noch ihre Titel.

## Bevölkerung
| Flacey-en-Bresse: Einwohnerzahlen von 1793 bis 2021 | Flacey-en-Bresse: Einwohnerzahlen von 1793 bis 2021 | Flacey-en-Bresse: Einwohnerzahlen von 1793 bis 2021 | Flacey-en-Bresse: Einwohnerzahlen von 1793 bis 2021 | Flacey-en-Bresse: Einwohnerzahlen von 1793 bis 2021 |
| --- | --------------------------------------------------- | --------------------------------------------------- | --------------------------------------------------- | --------------------------------------------------- |
| Jahr |                                                     |                                                     |                                                     | Einwohner                                           |
| 1793 | 1793                                                |                                                     | 864                                                 | 864                                                 |
| 1800 | 1800                                                |                                                     | 1.008                                               | 1.008                                               |
| 1806 | 1806                                                |                                                     | 1.063                                               | 1.063                                               |
| 1821 | 1821                                                |                                                     | 1.145                                               | 1.145                                               |
| 1831 | 1831                                                |                                                     | 1.186                                               | 1.186                                               |
| 1836 | 1836                                                |                                                     | 1.197                                               | 1.197                                               |
| 1841 | 1841                                                |                                                     | 1.240                                               | 1.240                                               |
| 1846 | 1846                                                |                                                     | 1.230                                               | 1.230                                               |
| 1851 | 1851                                                |                                                     | 1.247                                               | 1.247                                               |
| 1856 | 1856                                                |                                                     | 1.157                                               | 1.157                                               |
| 1861 | 1861                                                |                                                     | 1.137                                               | 1.137                                               |
| 1866 | 1866                                                |                                                     | 1.129                                               | 1.129                                               |
| 1872 | 1872                                                |                                                     | 1.132                                               | 1.132                                               |
| 1876 | 1876                                                |                                                     | 1.141                                               | 1.141                                               |
| 1881 | 1881                                                |                                                     | 1.079                                               | 1.079                                               |
| 1886 | 1886                                                |                                                     | 1.043                                               | 1.043                                               |
| 1891 | 1891                                                |                                                     | 979                                                 | 979                                                 |
| 1896 | 1896                                                |                                                     | 940                                                 | 940                                                 |
| 1901 | 1901                                                |                                                     | 957                                                 | 957                                                 |
| 1906 | 1906                                                |                                                     | 942                                                 | 942                                                 |
| 1911 | 1911                                                |                                                     | 918                                                 | 918                                                 |
| 1921 | 1921                                                |                                                     | 771                                                 | 771                                                 |
| 1926 | 1926                                                |                                                     | 778                                                 | 778                                                 |
| 1931 | 1931                                                |                                                     | 724                                                 | 724                                                 |
| 1936 | 1936                                                |                                                     | 690                                                 | 690                                                 |
| 1946 | 1946                                                |                                                     | 623                                                 | 623                                                 |
| 1954 | 1954                                                |                                                     | 585                                                 | 585                                                 |
| 1962 | 1962                                                |                                                     | 529                                                 | 529                                                 |
| 1968 | 1968                                                |                                                     | 459                                                 | 459                                                 |
| 1975 | 1975                                                |                                                     | 366                                                 | 366                                                 |
| 1982 | 1982                                                |                                                     | 364                                                 | 364                                                 |
| 1990 | 1990                                                |                                                     | 351                                                 | 351                                                 |
| 1999 | 1999                                                |                                                     | 353                                                 | 353                                                 |
| 2006 | 2006                                                |                                                     | 368                                                 | 368                                                 |
| 2010 | 2010                                                |                                                     | 362                                                 | 362                                                 |
| 2015 | 2015                                                |                                                     | 379                                                 | 379                                                 |
| 2021 | 2021                                                |                                                     | 412                                                 | 412                                                 |
| Quelle(n): EHESS/Cassini bis 2006, ab 2009 INSEE Anmerkung(en): • Ab 1962 offizielle Zahlen ohne Einwohner mit Zweitwohnsitz • Höchste Einwohnerzahl 1851 mit 1247, tiefste Einwohnerzahl 1990 mit 351 (28,1 % vom Maximum) |                                                     |                                                     |                                                     |                                                     |

| Bevölkerungsstruktur | Anzahl Einwohner | männlich | weiblich | davon Ausländer | Anteil % |
| -------------------- | ---------------- | -------- | -------- | --------------- | -------- |
|                      | 412              | 224      | 188      | 15              | 3,6      |

| Männer | Alterstufe | Frauen |
| ------ | ---------- | ------ |
| 3      | 90 + älter | 5      |
| 21     | 75–89      | 21     |
| 47     | 60–74      | 35     |
| 45     | 45–59      | 30     |
| 41     | 30–44      | 37     |
| 17     | 15–29      | 26     |
| 48     | 0–14       | 35     |

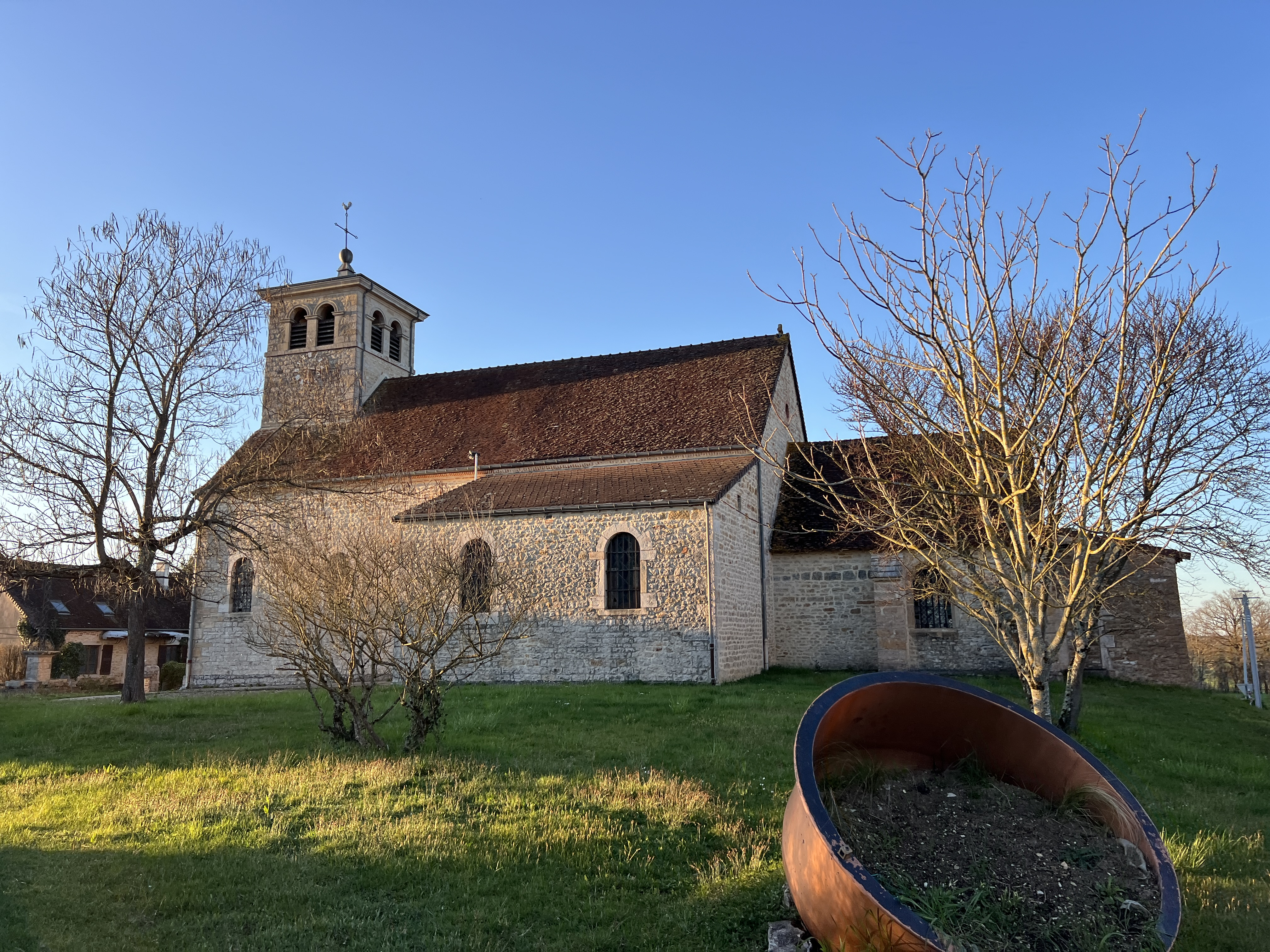
Kirche Saint Martin in Flacey-en-Bresse

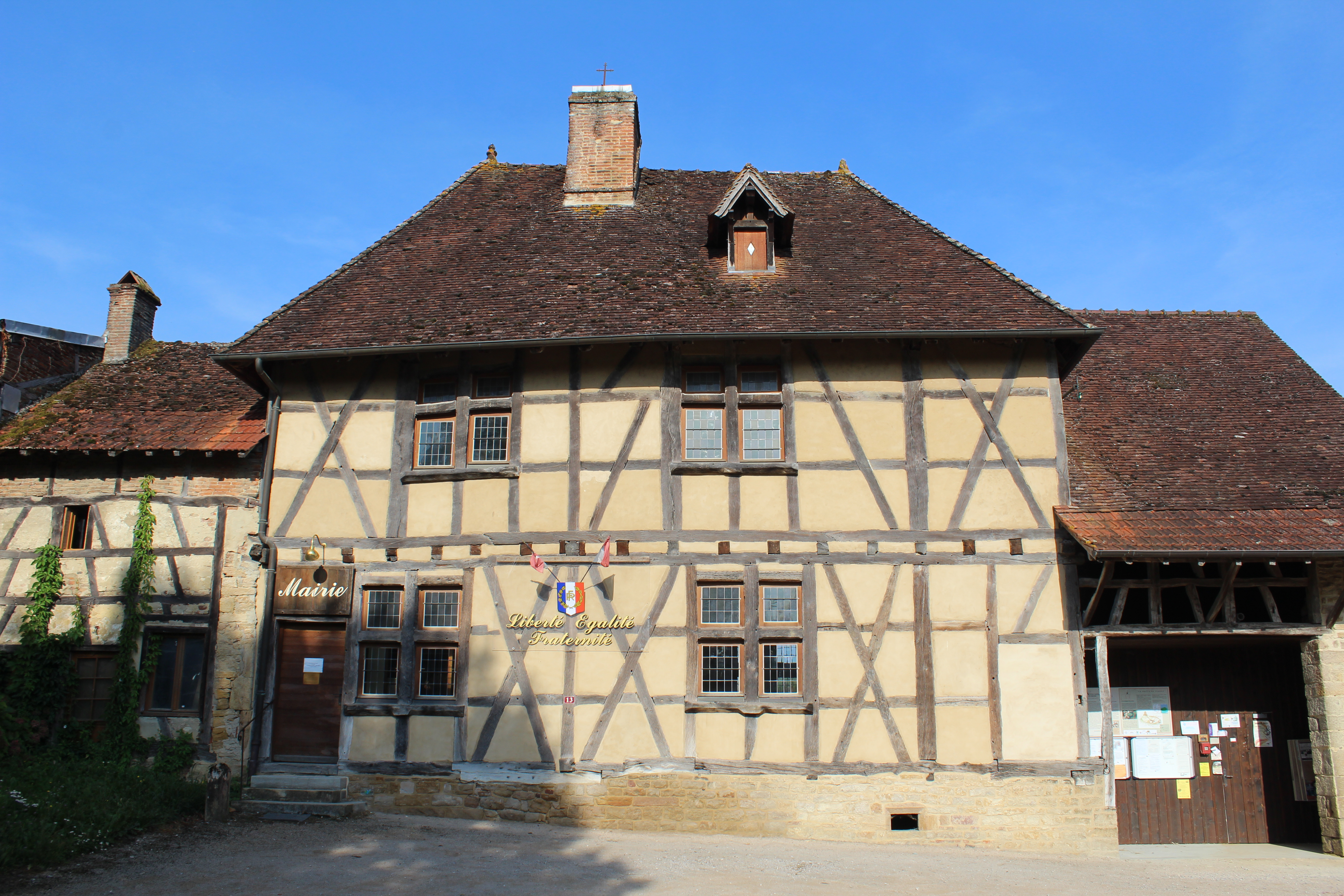
Mairie in Flacey-en-Bresse

Die Bevölkerungsstruktur zwischen Männern und Frauen weist einen Überhang zugunsten der Männer aus. Sie vertreten 54,4 % der Bevölkerung. Dabei sind 50 % der Bevölkerung jünger als 45 Jahre. Die Gruppe der unter 15-Jährigen macht 20,1 % der Bevölkerung aus. Demgegenüber sind 32 % der Einwohner älter als 60 Jahre und damit im Rentenalter.
| Wohnstruktur               | Anzahl Wohneinheiten | davon Häuser | Wohnungen | sonstige |
| -------------------------- | -------------------- | ------------ | --------- | -------- |
|                            | 276                  | 258          | 15        | 3        |
| davon Hauptwohnsitz        | 190                  |              |           |          |
| Zweit- oder Ferienwohnsitz | 46                   |              |           |          |
| vakant                     | 40                   |              |           |          |

## Wirtschaft und Infrastruktur

### Unternehmen, Betriebe, Ladengeschäfte und Einrichtungen
In der Gemeinde befinden sich nebst Mairie und Kirche folgende Unternehmen nach Branchen:
| Branche                                                           | Anzahl Betriebe |
| ----------------------------------------------------------------- | --------------- |
| Industrie und verarbeitendes Gewerbe                              | 4               |
| Baugewerbe                                                        | 5               |
| Groß- und Einzelhandel, Verkehr, Beherbergung und Gastronomie     | 6               |
| Information und Kommunikation                                     |                 |
| Finanz- und Versicherungsdienstleistungen                         | 1               |
| Grundstücks- und Wohnungswesen                                    | 1               |
| Freiberufliche, wissenschaftliche und technische Dienstleistungen | 1               |
| Öffentliche Verwaltung, Unterricht, Gesundheits- und Sozialwesen  |                 |
| Sonstige Dienstleistungen                                         | 1               |
| Land- und Forstwirtschaftsbetriebe                                | 9               |

In der Gemeinde befinden sich eine Bäckerei, eine Metzgerei, ein Coiffeursalon, ein Elektriker und ein Installateur. Zudem befinden sich in der Gemeinde ein Restaurant und drei Gîtes. Ein Schwimmbad, ein Reitzentrum und eine Post bilden die restliche Infrastruktur der Gemeinde. Für die Güter des täglichen Bedarfs versorgen sich die Einwohner in Beaufort-Orbagna oder Cousance.

### Geschützte Produkte in der Gemeinde
Als AOC-Produkte sind in Flacey-en-Bresse Comté und Morbier zugelassen, ferner Volaille de Bresse und Dinde de Bresse, sowie Crème et beurre de Bresse.

### Bildungseinrichtungen
In der Gemeinde besteht eine École maternelle, die der Académie de Dijon untersteht und von 15 Kindern besucht wird. Für die Schule gilt der Ferienplan der Zone A.